# Carlito (film)
Carlito (în engleză Carlito's Way) este un film din 1993 bazat pe romanul judecătorului Edwin Torres, After Hours. Scenariul ecranizării i-a aparținut lui David Koepp, iar filmul a fost regizat de Brian De Palma. Din distribuție fac parte Al Pacino, Sean Penn, Penelope Ann Miller, Luis Guzman, John Leguizamo, Jorge Porcel, Joseph Siravo și Viggo Mortensen. Principalul cântec al filmului este "You Are So Beautiful" interpretat de Joe Cocker.
Filmul este bazat pe romanul After Hours dar a folosit titlul primului roman al lui Torres, Carlito's Way pentru a nu fi confundat cu filmul After Hours din 1985 în regia lui Martin Scorsese. Filmul spune poveste lui Carlito Brigante, un fictiv criminal Puerto Rican, care din momentul în care iese din închisoare vrea să ducă o viață complet legală. Cu toate acestea trecutul său îl împiedică să facă acest lucru și astfel, Carlito se trezește băgat în aceleași activități criminale care l-au adus după gratii.
Carlito a avut parte de recenzii împărțite în momentul lansării, însă în timp a căpătat statutul de film cult. Atât Sean Penn cât și Penelope Ann Miller au fost nominalizați la Premiile Globul de Aur pentru prestațiile lor. De asemenea, Pacino și Miller au dezvoltat o relație și în afara platourilor de filmare. Un nou film, Carlito's Way: Rise to Power, bazat pe primul roman a fost lansat direct pentru video în 2005.
Ca și predecesorul său, Michael Corleone din "Nașul III", actualul personaj al lui Pacino se vede împins în lumea interlopă când prietenul său cel mai bun avocat de profesie îi cere ajutorul. Lucrând împreună, Brian De Palma și Al Pacino reușesc să incite și să emoționeze publicul.

## Distribuție
- Al Pacino..... Carlito Brigante
- Sean Penn..... avocatul David Kleinfeld [3]
- Penelope Ann Miller..... Gail
- John Leguizamo..... Benny Blanco
- Luis Guzmán..... Pachanga
- Jorge Porcel..... Saso
- Ingrid Rogers..... Steffie
- James Rebhorn..... Norwalk
- Joseph Siravo..... Vincent "Vinnie" Taglialucci
- Frank Minucci..... Tony Taglialucci
- Adrian Pasdar..... Frankie Taglialucci
- Richard Foronjy..... Pete Amadesso
- Viggo Mortensen..... Lalin
- John Augstin Ortiz..... Guajiro
- Jon Seda - Dominican

## Nominalizări

### Premiul Globul de Aur
- Premiul Globul de Aur pentru cel mai bun actor în rol secundar - Sean Penn[4]
- Premiul Globul de Aur pentru cea mai bună actriță în rol secundar - Penelope Ann Miller